# Sunny Johnson
Sunny Johnson (Bakersfield, Kalifornia, 1953. szeptember 21. – Los Angeles, Kalifornia, 1984. június 19.) amerikai színésznő.

## Élete és pályafutása
1977-ben debütált színészként a Charlie angyalai című sorozatban. Azóta számos tévés és mozifilmes produkcióban szerepelt. Legismertebb alakítását az 1983-as Flashdance című filmben nyújtotta, ahol Alex (Jennifer Beals) legjobb barátnőjét játszotta. Élettársa, Archie Hahn szintén színész.

## Halála
1984. június 18-án agyvérzést kapott. Az eszméletlen színésznőre élettársa, (Archie Hahn) talált aznap éjszaka. Az UCLA Orvosi Központba (jelenleg Ronald Reagan UCLA Orvosi Központ) szállították, ahol június 19-én beállt a klinikai halál és a családja úgy döntött, hogy lekapcsolják a légzőkészülékről. Johnson agyában egy felszakadt véredényt találtak.  Sunny Johnson halála idején 30 éves volt.

## Filmográfia

### Film
| Év   | Magyar cím                                                | Eredeti cím                              | Szerep                                     | Magyar hang    |
| ---- | --------------------------------------------------------- | ---------------------------------------- | ------------------------------------------ | -------------- |
| 1978 | Party zóna                                                | Animal House                             | Vidra főiskolás barátnője (törölt jelenet) |                |
| 1978 |                                                           | Almost Summer                            | Debbie                                     |                |
| 1980 | Ahol a bölény dübörög                                     | Where the Buffalo Roam                   | Lil / Nővér                                |                |
| 1980 |                                                           | Nights at O'Rear's                       | Vi Ann                                     |                |
| 1980 | Dr. Heckyl és Mr. Hype – Ronda vagyok, de hódítani akarok | Dr. Heckyl and Mr. Hype                  | Coral Careen                               | Ullmann Mónika |
| 1981 | Amikor Georgiában kihunytak a fények                      | The Night the Lights Went Out in Georgia | Melody                                     |                |
| 1983 | Flashdance                                                | Flashdance                               | Jeanie Szabo                               | Böhm Anita     |
| 1983 |                                                           | Imps*                                    | Missy (Hannuka Horror-szegmens)            |                |

### Televízió
| Év        | Cím                                      | Szerep            | Megjegyzések |
| --------- | ---------------------------------------- | ----------------- | ------------ |
| 1977      | Charlie angyalai (Charlie's Angels)      | Mary              | 1 epizód     |
| 1980      | The Golden Moment: An Olympic Love Story | ismeretlen szerep | tévéfilm     |
| 1982      | Bosom Buddies                            | Debbie            | 1 epizód     |
| 1982      | The Devlin Connection                    | Allison Odell     | 1 epizód     |
| 1983–1984 | Bay City Blues                           | Georgia Bouchet   | 5 epizód     |
| 1984      | The Red-Light Sting                      | Sonia             | tévéfilm     |
| 1984      | The Fisher Family                        | Jamie             | 1 epizód     |

## Fordítás
- Ez a szócikk részben vagy egészben  a   Sunny Johnson című angol Wikipédia-szócikk fordításán alapul.  Az eredeti cikk szerkesztőit annak laptörténete sorolja fel. Ez a jelzés csupán a megfogalmazás eredetét és a szerzői jogokat jelzi, nem szolgál a cikkben szereplő információk forrásmegjelöléseként.